# Organisk peroxid
Organisk peroxider er organiske forbinderlser, som indeholder den funktionelle peroxidgruppe (ROOR'). Hvis R' er hydrogen kaldes stoffet en organisk hydroperoxid. Perestere har en generel struktur RC(O)OOR. O-O bindingen brydes let og danner frie radikaler af formen RO·. Således er organiske peroxider nyttige som radikalstartere for visse typer polymerisation, som for eksempel epoxy resiner der brudes i glasfiber-armeret plast. MEKP og benzoylperoxid er bruges ofte til dette formål. Den samme egenskab betyder også at organiske peroxider enten bevidst eller ubevidst kan skabe eksplosive polymerisationer i materialer med umættede kemiske bindinger, og denne proces har været brugt til sprængstoffer. Organiske peroxider er kraftige blegemidler, ligesom deres uorganiske modstykker.

## Hydrogenperoxid under 2. Verdenskrig
Under 2. Verdenskrig, var Hydrogenperoxid længe på tale som en mulig brændstofløsning for det tyske Kriegsmarines ubåde. Ved hjælp af hydrogenperoxid, kunne ubådene komme op på en hastighed af 12 knob under vandet og opholde sig neddykket i flere dage end med dieselmotorene.
Systemet med hydrogenperoxid var tidligere blevet testet på fly, og blev også testet i ubådsprototypen V80. Resultatet var forbløffende, og kunne betyde en revolution inden for krigsførelsen på havet. En større fuld-skala ubådsmodel kaldet V18 var allerede på tegnebrættet, men blev opgivet da hydroperoxid var svært at skaffe i de store mængder det var nødvendigt, i krigstidens Tyskland.
I stedet valgte man at supplere med større elektriske batterier i ubådende, ved siden af den traditionelle dieselmotor. Mange af ideerne til V18 blev også overført til denne model, kaldet type XXI af hvilken der var planlagt en produktion af 267. Dog nåede kun fire at blive produceret og to at komme i brug, inden krigens afslutning, og ingen af disse fik brugt en eneste torpedo - selvom der kunne affyres 18 stk, på under 20 minutter.
Efter krigen befalede Admiral Karl Dønitz destruktionen af alle type XXI ubådene, men kun 84 af ubådene nåede at blive destrueret, førend at ubådene faldt i hænderne på de allierede. Mange af de nye tiltag på type XXI modellen blev ligeledes benyttet/overført til de nye atomdrevne ubåde, der blev produceret efter 2. Verdenskrig. [kilde mangler]